# Куррал-Нову-ду-Пиауи

Куррал-Нову-ду-Пиауи на карте штата.

Куррал-Нову-ду-Пиауи (порт. Curral Novo do Piauí) — муниципалитет в Бразилии, входит в штат Пиауи. Составная часть мезорегиона Юго-восток штата Пиауи. Входит в экономико-статистический микрорегион Алту-Медиу-Канинде. Население составляет 4869 человек на 2010 год. Занимает площадь 736,154 км². Плотность населения — 6,61 чел./км².

## Демография
Согласно сведениям, собранным в ходе переписи 2010 г. Национальным институтом географии и статистики (IBGE), население муниципалитета составляет:
| Полное население                               | Полное население                               | Полное население                               | Полное население                               | 4869  |
| ---------------------------------------------- | ---------------------------------------------- | ---------------------------------------------- | ---------------------------------------------- | ----- |
| в том числе:                                   | Городское население                            | 1379                                           | Процент городского населения, %                | 28,32 |
|                                                | Сельское население                             | 3490                                           | Процент сельского населения, %                 | 71,68 |
|                                                | Мужское население                              | 2531                                           | Процент мужского населения, %                  | 51,98 |
|                                                | Женское население                              | 2338                                           | Процент женского населения, %                  | 48,02 |
| Плотность населения, чел/км²                   | Плотность населения, чел/км²                   | Плотность населения, чел/км²                   | Плотность населения, чел/км²                   | 6,61  |
| Население муниципалитета в % к населению штата | Население муниципалитета в % к населению штата | Население муниципалитета в % к населению штата | Население муниципалитета в % к населению штата | 0,16  |

По данным оценки 2016 года, население муниципалитета составляет 5086 жителей.

## Статистика
- Валовой внутренний продукт на 2003 год составляет 5 388 485,00 реалов (данные: Бразильский институт географии и статистики).
- Валовой внутренний продукт на душу населения на 2003 год составляет 1336,76 реалов (данные: Бразильский институт географии и статистики).
- Индекс развития человеческого потенциала на 2000 год составляет 0,538 (данные: Программа развития ООН).